# Bram Van den Dries
Bram Van den Dries (ur. 14 sierpnia 1989 w Herselt) – belgijski siatkarz, reprezentant kraju, grający na pozycji atakującego. 
Lata juniorskie spędził w Mendo Booischot, w którym występował w latach 2005-2007. W 2006 zadebiutował w reprezentacji Belgii. Profesjonalną karierę rozpoczął w latach 2007-2009 w lidze belgijskiej w VC Antwerpen. W 2007 zdobył brązowy medal mistrzostw Europy kadetów. W sezonie 2009/2010 przeniósł się do Serie A, gdzie bronił barw Andreoli Latina. Sezon 2010/2011 oraz 2012/2013 spędził w Umbria Volley. A w sezonie 2010/2011 grał w Volley Segrate. W sezonie 2013/2014 występował już we Francji, w drużynie Beauvais Oise UC. W 2013 zwyciężył w Lidze Europejskiej, a na zakończenie turnieju został wybrany MVP (najlepszym zawodnikiem).

## Przebieg kariery
| Lata                              | Klub                            |
| --------------------------------- | ------------------------------- |
| 2005–2007                         | Mendo Booischot                 |
| 2007–2009                         | VC Antwerpen                    |
| 2009–2010                         | Andreoli Latina                 |
| 2010–2011                         | RPA-LuigiBacchi.It San Giustino |
| 2011–2012                         | Crazy Diamond Segrate           |
| 2012–2013                         | Altotevere San Giustino         |
| 2013–2014                         | Beauvais Oise UC                |
| 2014–2015                         | Maliye Piyango SK               |
| 2015–2016                         | AZS Olsztyn                     |
| 2016–2017                         | Spacer's de Toulouse            |
| 2017 (do 12.2017)                 | Ansan Bank Rush & Cash          |
| 2017–2018 (od 23.12.2017)         | Spacer's de Toulouse            |
| 2018–2019                         | Rennes Volley 35                |
| 2019 (od 06.10.2019) (do 12.2019) | KB Insurance Stars              |
| 2020–2021 (od 14.01.2020)         | PAOK Saloniki                   |
| 2021–2022                         | Panathinaikos Ateny             |
| 2022–                             | PAOK Saloniki                   |

## Sukcesy klubowe
Liga francuska:
- 2017

Liga grecka:
- 2022[5]
- 2023[6]

Puchar Ligi Greckiej:
- 2022[7]

Puchar Grecji:
- 2023[8]

Superpuchar Grecji:
- 2024[9]

## Sukcesy reprezentacyjne
Mistrzostwa Europy Kadetów:
- 2007

Liga Europejska:
- 2013

## Nagrody indywidualne
- 2007: Najlepszy punktujący Mistrzostw Europy Kadetów
- 2013: MVP Ligi Europejskiej